# سینما مهتاب قزوین
سینما مهتاب یک سینما در شهر قزوین، ایران است.
این سینما که متعلق به بخش خصوصی می‌باشد دارای دو سالن به ظرفیت ۱۹۶ و ۹۶ نفر است.